# Markus Knaapi
Markus Knaapi, né le 4 novembre 2002,, est un coureur cycliste finlandais.

## Biographie
Markus Knaapi pratique d'abord la natation avant de se tourner vers l'athlétisme. Il commence ensuite à se consacrer au cyclisme à partir de 2020. Dès l'année suivante, il devient champion de Finlande du contre-la-montre dans la catégorie espoirs (moins de 23 ans). Il est également sélectionné en équipe nationale pour disputer les championnats d'Europe espoirs de Trente, où il se classe 31e de l'épreuve chronométrée. 
En 2022, il rejoint l'équipe continentale Ampler-Tartu2024. Lors des championnats de Finlande, il réalise le meilleur temps toutes catégories confondues sur le contre-la-montre, ce qui lui permet de remporter à la fois le titre chez les espoirs et les élites. Il décroche aussi le maillot de champion national sur route en espoirs, après avoir terminé quatrième de la course en ligne.

## Palmarès
- 2021
  -  Champion de Finlande du contre-la-montre espoirs
  -  Champion de Finlande du contre-la-montre par équipes
- 2022
  -  Champion de Finlande du contre-la-montre
  -  Champion de Finlande sur route espoirs
  -  Champion de Finlande du contre-la-montre espoirs
  - Ahvenisto GP

## Classements mondiaux
| Année                                 | 2021  | 2022  |
| ------------------------------------- | ----- | ----- |
| Classement mondial                    | 1319e | 1136e |
| UCI Europe Tour                       | 949e  | 804e  |
|                                       |       |       |
| Légende : nc = non classéSource : UCI |       |       |